# Edoardo Martino

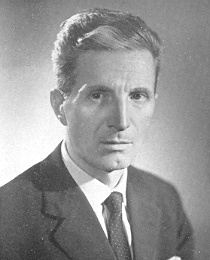
Edoardo Martino (1950)

Edoardo Martino (* 20. April 1910 in Alessandria; † 5. Dezember 1999 in Rom) war ein italienischer Politiker (DC), der von 1967 bis 1970 als EU-Kommissar amtierte.

## Leben
Martino studierte an der Universität Pisa. Er nahm in der italienischen Armee am Zweiten Weltkrieg teil, kehrte 1943 nach Italien zurück und beteiligte sich am Widerstand gegen die deutsche Besatzung in Italien.
Nach Kriegsende übernahm er eine Professur in Rom. Von 1948 bis 1963 gehörte er für die Democrazia Cristiana dem italienischen Abgeordnetenhaus an und übte dort zahlreiche Funktionen aus. Von 1958 bis 1967 war er Mitglied des Europäischen Parlaments. Anschließend übernahm er bis 1970 das Amt des Außenkommissars in der Kommission Rey.